# Середина-Буда
Середи́на-Бу́да (укр. Сере́дина-Бу́да) — город в Сумской области Украины. Входит в Шосткинский район. До 2020 года являлся административным центром упразднённого Середино-Будского района, в котором составлял Середино-Будский городской совет, включавший также сёла Винторовка, Сорокино, Хлебороб, Шалимовка, Полянка, посёлки Прогресс, Рудак и Заречное.

## Географическое положение
Наряду с Семёновкой Новгород-Северского района Черниговской области является самым северным городом Украины. Город Середина-Буда находится у истоков рек Уличка и Бобрик. К городу примыкает посёлок Заречное. Город расположен на границе с Россией; на противоположной стороне границы находится село Зёрново (Суземский район Брянской области). Через город проходят автомобильные дороги Т-1908, Т-1915) и железнодорожная линия Брянск—Хутор-Михайловский (станция Зёрново).

## Население
В 1858 году число жителей достигло 4674 человек.
В январе 1989 года численность населения составляла 8 499 человек.
По состоянию на июнь 2024 года численность населения составляла около 800 человек.
По данным переписи 2001 года, украинцы составляли 81,58 % населения города, русские — 17,57 %.

### Языковой состав
Родной язык населения по данным переписи 2001 года:
| Язык       | Численность, чел. | Доля     |
| ---------- | ----------------- | -------- |
| Украинский | 1 038             | 13,79 %  |
| Русский    | 6 477             | 86,06 %  |
| Другое     | 11                | 0,15 %   |
| Итого      | 7 526             | 100,00 % |

Украинский язык является единственным официальным языком города.
Вторжение России в Украину спровоцировало новую волну украинизации в городе, всё больше людей предпочитают говорить на украинском языке.
По данным Государственной службы статистики Украины в 2023/24 учебном году все 91 513 учащихся в учреждениях общего среднего образования в Сумской области обучались в украиноязычных классах.

## История
Середина-Буда была основана во второй половине XVII века старообрядцами, которые переселились сюда из России, а также беглыми крепостными крестьянами с территории Правобережной Украины. Название города связывают с распространёнными в этих местах ремёслами, так слово «буда» означало производство, где осуществлялось получение поташа из пепла. Первая часть топонима, по некоторым данным, происходит от фамилии казака Середы, под руководством которого предположительно было основано первое поселение, отсюда и расположение правильного ударения в первой части названия — на втором слоге.
В 1689 году гетман Иван Мазепа отдал Середину-Буду своему стороннику Гамалее. До 1781 года населённый пункт находился в составе Новгородской сотни Стародубского полка. В начале XVIII века, во время военных действий против шведов, здесь находился с войсками Пётр I. После ликвидации полковой системы местечко вошло в состав Новгород-Северского наместничества, затем Малороссийской губернии.
Во второй половине XVIII века Середина-Буда стала торговым центром с развитыми промыслами, в частности винокурением. Работал большой винокуренный завод на 48 котлов, принадлежавший К. Разумовскому. Широко велась торговля хлебом, пенькой, конопляным маслом, рыбой и мясом. Приезжие купцы торговали также сукном, шёлком и железными изделиями. Согласно описанию Новгород-Северского наместника в 1779 — 1781 годах в Середине-Буде насчитывалось 10 казацких дворов и 383 двора ранговых крестьян.
В 1844 году открыто двухклассное училище.
С постройкой в 1895 году узкоколейной железной дороги Ворожба — Середина Буда, а позже железнодорожной ветки Навля — Конотоп, начала развиваться лесная промышленность.
В 1900 году Середина-Буда являлась местечком Новгород-Северского уезда Черниговской губернии с населением 4944 человек. Здесь действовали двухклассное училище и небольшая библиотека-читальня, регулярно проходили ярмарки.
В начале XX века здесь действовало 20 небольших предприятий. Многие жители занимались ремёслами: кузнечным, сапожным, портняжным, бондарным, слесарным, а также садоводством и огородничеством. Часть населения в поисках заработка выезжала в промышленные центры и была занята в сезонных работах в Курской, Полтавской и Подольской губерниях. Развитие промышленности ускорило рост населения, в 1910 году здесь проживало уже 6290 человек.
В начале мая 1918 года, в соответствии с условиями Брестского мирного договора, Середина-Буда оказалась в «нейтральной зоне».
С 1920х годов — районный центр.
В ходе Великой Отечественной войны Середино-Буда была оккупирована немецкими войсками, на окраине посёлка был создан концентрационный лагерь.
11 сентября 1964 года — присвоен статус города районного подчинения.
После провозглашения независимости Украины город оказался на границе с Россией, здесь был оборудован пункт пограничного перехода, который находится в зоне ответственности Сумского пограничного отряда Восточного регионального управления ГПСУ.
В мае 1995 года Кабинет министров Украины утвердил решение о приватизации находившихся здесь райсельхозтехники и райсельхозхимии, в июле 1995 года было утверждено решение о приватизации завода металлургического оборудования.

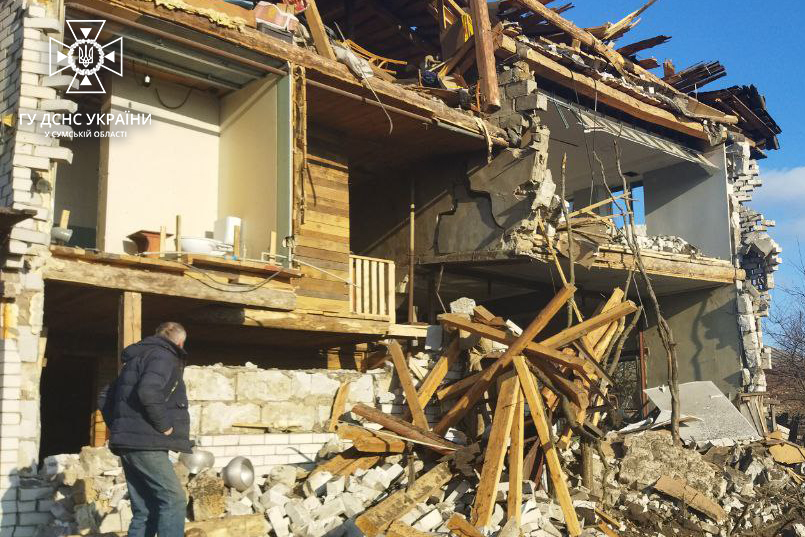
Дом в городе после российского обстрела 28 января 2023 года

24 февраля 2022 года Середина-Буда была оккупирована российскими войсками в ходе их вторжения в Украину. Город был освобождён 8 апреля после отступления российских войск.
После освобождения город и общину обстреливает российская армия.

## Экономика

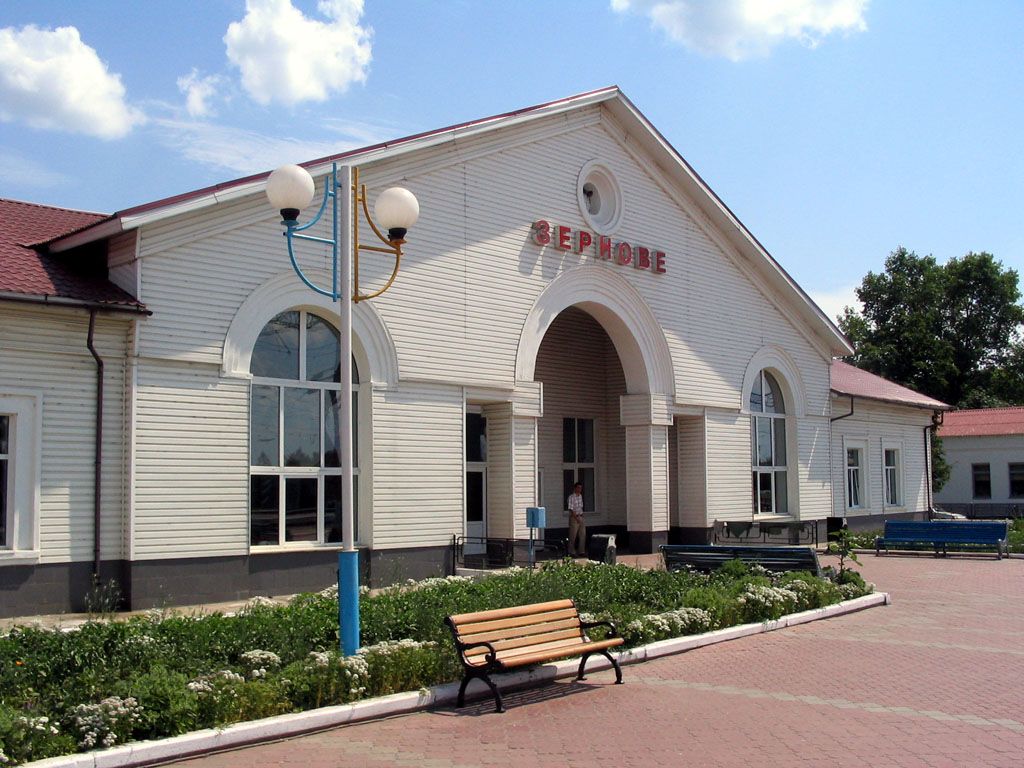
Станция Зёрново

Привокзальная площадь

Во времена существования Советского Союза Середина-Буда являлась развитым промышленным городом, на территории которого функционировал крупный завод монтажных заготовок, а также маслодельный завод, хлебозавод и другие предприятия пищевой промышленности. После распада СССР хозяйство стремительно пришло в упадок и на сегодняшний день ни одно из крупных предприятий города не функционирует. Аграрное производство в Середино-Будском районе также практически остановилось, многие аграрные предприятия (бывшие колхозы) полностью прекратили свою деятельность, а на их территориях в малых масштабах проводят сельскохозяйственные работы отдельные частные предприниматели. Основная экономическая активность наблюдается в сферах торговли и обслуживания.
Некогда являясь транспортным узлом районного значения, в настоящее время Середина-Буда утратила эту роль. Автобусное сообщение с сёлами в значительной степени прервано, автоколонна расформирована, а дорожный фонд по большей части находится в аварийном состоянии.
Город располагается на границе с Российской Федерацией; с российской стороны к нему прилегает село Зёрново Суземского района Брянской области. На станции Зёрново производится таможенный контроль части проходящих пассажирских поездов. Есть автомобильный пропускной пункт, но переход через него могут осуществлять только граждане, проживающие в Сумской области и граничащей с ней Брянской области.

## Население, культура и здравоохранение
Население города практически полностью русскоязычно (86,1 % по переписи 2001 года), что резко выделяет его на фоне преимущественно украиноязычной (83,3 % по переписи 2001 года) Сумской области, но имеющей однако три традиционно русскоязычных анклава. Действуют две общеобразовательных школы, школа искусств, два детских сада, библиотека, дом культуры, районная поликлиника.
В Середине-Буде издаётся районная общественно-политическая газета «Знамя труда», её тираж — 3500 экземпляров.